# Aperçu de la nouvelle carte du monde d'après-guerre

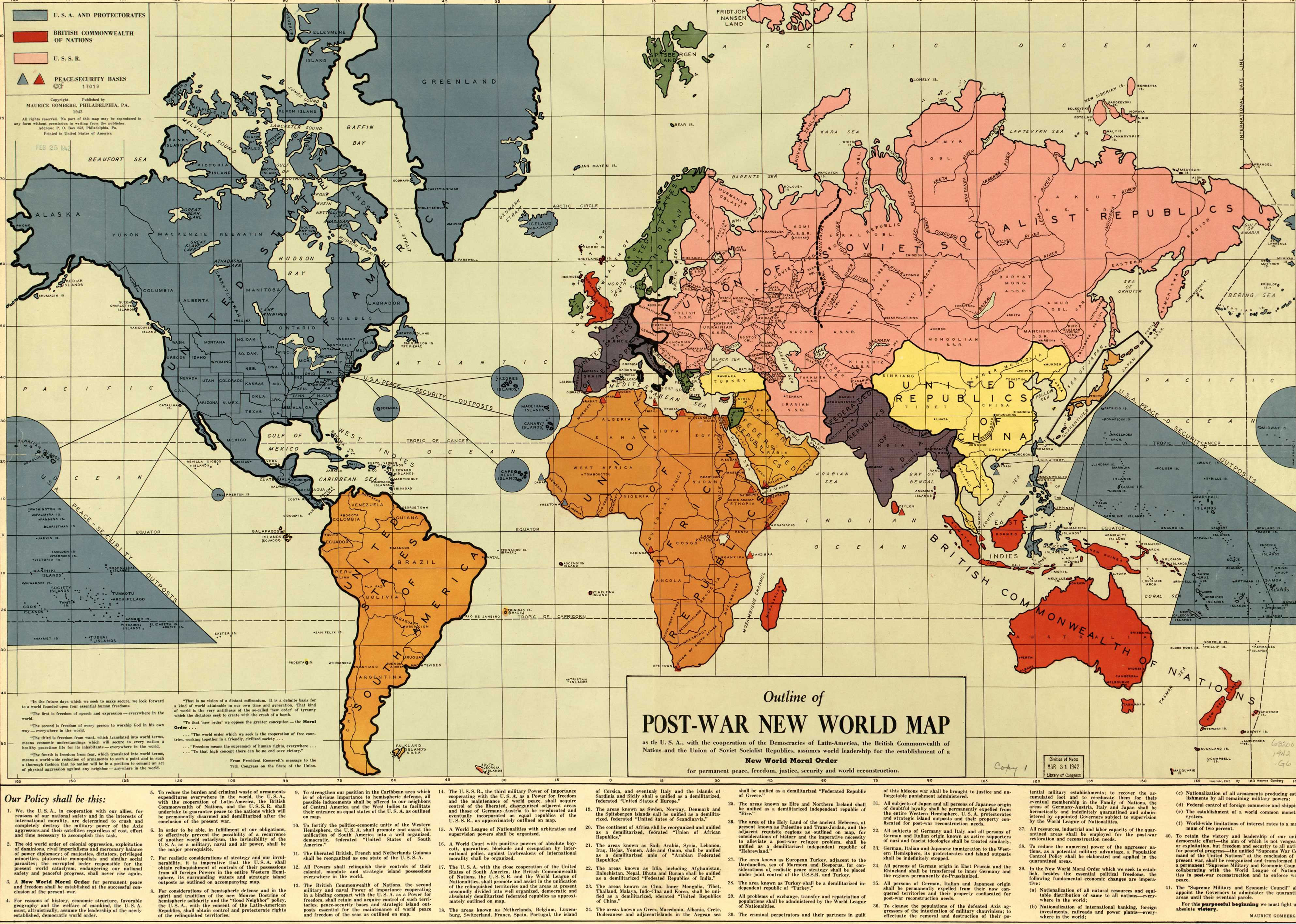
Aperçu de la nouvelle carte du monde d'après-guerre. Publié en 1942, Philadelphie, Pennsylvanie.

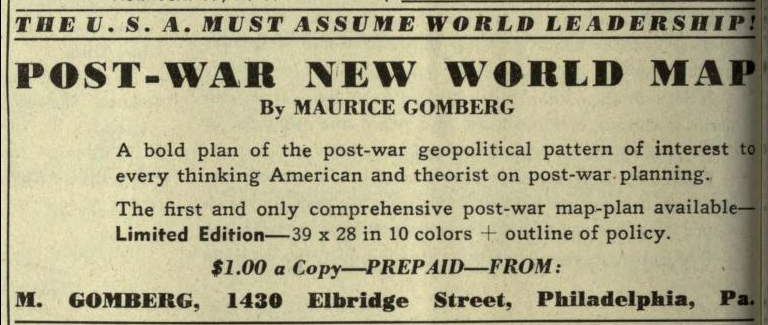
La carte a été auto-publiée par Gomberg et proposée à la vente pour 1 $ dans des magazines tels que American Teacher en 1942 et Survey Graphic en 1944 (vu ici).

 (août 2024).
L'aperçu de la nouvelle carte du monde d'après-guerre (en anglais Outline of the Post-War New World Map) est une carte réalisée avant l'attaque de Pearl Harbor (7 décembre 1941) et auto-publiée le 25 février 1942 par Maurice Gomberg de Philadelphie, en Pennsylvanie (États-Unis). Il montre un projet de division politique du monde après la Seconde Guerre mondiale dans le cas d'une victoire alliée dans laquelle gouverneraient les États-Unis d'Amérique, le Royaume-Uni, l'Union soviétique ainsi que la République de Chine. La carte comprend un manifeste décrivant un « nouvel ordre moral mondial », ainsi que des citations du discours des Quatre Libertés de Franklin Delano Roosevelt.
Gomberg, un juif russe émigré aux États-Unis, a créé la carte dans le cadre d’un projet personnel, et on sait peu de choses sur lui. La carte a été mise en avant par les théoriciens du complot du nouvel ordre mondial, qui estiment qu’elle représente une vision plus large du gouvernement américain, et a également été largement diffusée en ligne,.

## Description des territoires proposés sur carte
La carte propose un total de 14 États souverains indépendants, 4 puissances militaires et 10 États démilitarisés, ainsi que 3 États « en quarantaine » (le sort de 2 d'entre eux étant d'être à terme intégré dans des États souverains).

### Puissances militaires

#### États-Unis
Les États-Unis comptent 82 États, sans compter les avant-postes de sécurité dans le Pacifique et l'Atlantique. Ils gagnent notamment le Canada, le Mexique et l'Amérique centrale.
États : Alabama - Alberta - Alaska - Arizona - Arkansas - Bahamas - Basse-Californie (comprenant la péninsule de Basse-Californie) - Californie (Haute-Californie historique) - Caroline du Nord - Caroline du Sud - Colorado - Colombie (Colombie-Britannique) - Connecticut - Costa Rica - Cuba - Dakota du Nord - Dakota du Sud - Delaware - Floride - Géorgie - Groenland - Guatemala (Guatemala et Belize) - Haïti (y compris toute Hispaniola) - Honduras - Idaho - Île-du-Prince-Édouard - Îles du Vent - Îles sous le Vent - Îles Vierges - Illinois - Indiana - Iowa - Jamaïque - Kansas - Keewatin (Territoires du Nord-Ouest d'avant 1999 à l'est du méridien 110°) - Kentucky - Labrador (Terre-Neuve-et-Labrador continental) - Louisiane - Maine - Mackenzie (Territoires du Nord-Ouest d'avant 1999 à l'ouest du méridien 110°) - Manitoba - Maryland - Martinique - Massachusetts - Mexique (le reste du Mexique) - Michigan - Minnesota - Mississippi - Missouri - Montana - Nevada - Nouveau-Brunswick - New Hampshire - New Jersey - New York - Nicaragua - Nouveau-Mexique - Nouvelle-Écosse - Ohio - Oklahoma - Ontario - Oregon - Panama - Pennsylvanie - Porto Rico - Québec - Rhode Island - Salvador - Saskatchewan - Tennessee - Terre-Neuve (île de Terre-Neuve-et-Labrador) - Texas - Trinité - Utah - Vermont - Virginie - Virginie occidentale - Washington - Wisconsin - Wyoming - Yukon
Protectorats : Célèbes - Hainan - Îles Halmahera - Islande - Îles Moluques - Commonwealth des Philippines - Taïwan et Penghu
Port « Bases paix-sécurité » : Dakar et Freetown sur la côte atlantique de l'Afrique et des îles du Pacifique, hors îles Salomon.

#### Commonwealth
Le Commonwealth a son siège au Royaume-Uni, comprenant l'Angleterre (dont le Pays de Galles) et l'Écosse, mais pas l'Irlande du Nord. Le Commonwealth comprend les îles Féroé et les anciennes colonies de Madagascar (au début de 1942, encore une colonie française contrôlée par le régime de Vichy), Ceylan, les îles Andaman, Chypre, Malte, la majeure partie de l'Indonésie (en 1942, une colonie néerlandaise occupée par le Japon ; d'autres parties sont attribuées aux États-Unis) et l'actuelle Papouasie-Nouvelle-Guinée, ainsi que les colonies britanniques de l'époque qui sont aujourd'hui Singapour et la partie malaisienne de Bornéo, la Géorgie-du-Sud, l'archipel Bismarck, les îles Salomon et les pays d'Australie et de Nouvelle-Zélande.
Port « Bases Paix-sécurité » :
Gibraltar sur la côte sud de l'Espagne,
Alexandrie, Alger, Benghazi, Oran sur la côte méditerranéenne de l'Afrique,
Djibouti, Port-Soudan, sur la côte africaine de la mer Rouge,
Berbera, Mogadiscio et Zanzibar sur la côte indienne de l'Afrique, et
Cabinda et Le Cap sur la côte atlantique de l'Afrique

#### Union soviétique - Union des Républiques socialistes soviétiques
L'Union soviétique s'étendrait pour atteindre une taille bien plus grande que sa taille de l'époque, s'étendant à 24 (puis 25) républiques socialistes soviétiques (tout en déclassant plusieurs RSS préexistantes en républiques socialistes soviétiques autonomes) :
Républiques socialistes soviétiques : Arménie - Azerbaïdjan - Bulgarie - Tchéquie - Estonie - Finlande - Géorgie - Hongrie - Iran - Lettonie - Lituanie - Mandchourie (Heilongjiang et Hulunbuir) - Moldavie (toute la Bessarabie) - Mongolie - Pologne - Roumanie - Russie (dont la Carélie, le Karakalpakstan, le Kazakhstan et le Kirghizistan) - Slovaquie - Tadjikistan - Turkménistan - Ukraine - Ouzbékistan - Russie blanche (Biélorussie) - Yougoslavie. L'Allemagne (qui comprend l'Autriche mais pas la Prusse orientale) s'y serait ajoutée à une date ultérieure indéterminée. L'Allemagne est qualifiée d’Allemagne en quarantaine jusqu’à l’intégration complète.

#### Amérique du Sud- États-Unis d'Amérique du Sud
Tout ce qui se trouve sous le bouchon du Darién et les îles au large, dont les îles Malouines :
- Argentine - Bolivie - Brésil - Chili - Colombie - Équateur - Guyane - Paraguay - Pérou - Uruguay - Venezuela

### États démilitarisés

#### Chine-Républiques-Unies de Chine
Chine (sans Formose ni Hainan) - Mongolie-Intérieure - Indochine (Cambodge, Laos et Viêt Nam) - Corée - Malaisie - Sinkiang - Thaïlande - Tibet

#### Europe-États-Unis d'Europe
Belgique (dont le Luxembourg) - France (dont Monaco et toute l'Allemagne à l'ouest du Rhin) - Pays-Bas - Portugal - Saint-Marin (plus tard inclus dans l'Italie) - Espagne (dont l'Andorre) - Suisse (dont le Liechtenstein) - Vatican (plus tard inclus dans l'Italie)
L'Italie (appelée Italie en quarantaine jusqu'à l'intégration complète) s'y ajouterait à une date ultérieure indéterminée.

#### Scandinavie-États-Unis de Scandinavie
Danemark (sans les îles Féroé et le Groenland) - Norvège (dont le Spitzberg, mais sans Jan Mayen) - Suède

#### Afrique-Union des Républiques africaines
Outre les « bases de paix et de sécurité » portuaires, les zones incluses sont l'Algérie, l'Angola, le Bechuanaland (Botswana), le Congo (dont le Burundi), le Dahomey (Bénin et Togo), l'Égypte, l'Afrique équatoriale (dont la Guinée équatoriale, la Guinée orientale et Sao Tomé-et-Principe), l'Érythrée, l'Éthiopie (dont Djibouti), la Côte-de-l'Or (Ghana), le Kenya, le Liberia, la Libye, le Maroc, le Mozambique (dont le sud du Malawi), le Nigeria, la Rhodésie (nord du Malawi, Zambie et Zimbabwe), le Sénégal (dont la Gambie, l'ouest de la Guinée et la Guinée-Bissau), la Somalie, l'Afrique du Sud (dont le Lesotho et l'Eswatini), le Sud-Ouest africain (Namibie), le Soudan, le Tanganyika (dont le Rwanda), la Tunisie, l'Ouganda, l'Afrique de l'Ouest (dont le Sahara occidental et le Sierra Leone, mais sans le Bénin, le Sénégal et le Togo)

#### Arabie- Républiques fédérées arabes
Aden (Yémen du Sud) - Hedjaz - Irak (dont le Koweït) - Liban - Oman (dont Bahreïn, le Qatar et les Émirats arabes unis) - Arabie saoudite - Syrie - Yémen (Yémen du Nord)

#### Inde-Républiques fédérées de l'Inde
Afghanistan - Baloutchistan - Bhoutan - Birmanie - Inde (dont le Pakistan) - Népal

#### Grèce- République fédérale de Grèce
Albanie - GrèceLe point n° 24 note l'inclusion de la « Macédoine ». La « Macédoine » n'est pas clairement définie ; la carte ne semble pas inclure le pays moderne de ce nom, mais désigne plutôt la Macédoine comme la Macédoine grecque.

#### Éire
Comprend l'ensemble de l'île d'Irlande.

#### «Hebrewland»
Comprend l'ensemble d'Israël, de la Jordanie et de la Palestine modernes, ainsi que certaines parties de la Syrie moderne et une partie du Nord de l'Arabie saoudite.

#### Turquie
Toute la partie asiatique de la Turquie. La Turquie d'Europe serait placée sous contrôle conjoint de l'URSS et de la Turquie - cf. points n°27 et n°28.

### Nations en quarantaine

#### Allemagne nazie
L'Allemagne, mentionnée comme Allemagne en quarantaine, comprend tout le territoire de la république de Weimar à l'est du Rhin mais à l'ouest de l'ancien corridor de Dantzig, ainsi que l'Autriche. Elle est censée devenir une république socialiste soviétique à part entière au sein de l'Union soviétique.

#### Royaume d'Italie
L'Italie, mentionnée comme Italie en quarantaine, comprend toute l'Italie moderne et la Marche Julienne (d'avant 1941) et est censée devenir à terme un État à part entière des États-Unis d'Europe.

#### Empire du Japon
Le Japon, mentionné comme Japon en quarantaine, comprend tout le Japon moderne et Itouroup, Kounachir, Chikotan, Habomai (mais pas les îles Bonin). Le destin ultérieur est présumé être celui d’une démocratie indépendante.